# Oreochromis schwebischi
Oreochromis schwebischi är en fiskart som först beskrevs av Sauvage, 1884.  Oreochromis schwebischi ingår i släktet Oreochromis och familjen Cichlidae. IUCN kategoriserar arten globalt som livskraftig. Inga underarter finns listade i Catalogue of Life.